# Cérilly (Yonne)
Cérilly è un comune francese di 46 abitanti situato nel dipartimento della Yonne nella regione della Borgogna-Franca Contea.

## Società

### Evoluzione demografica
Abitanti censiti